# Nam U
Il Nam U (in lingua lao: ນ້ຳອູ , trasl. IPA: [nâːm ùː], trasl. in francese: Nam Ou, letteralmente: "fiume della scodella di riso") è un fiume del Laos settentrionale ed è il più lungo tra gli affluenti di sinistra del Mekong nel paese. Tutto il corso del Nam U attraversa zone montuose in un susseguirsi di anse e di mutevoli panorami. Le rocce dei rilievi circostanti si sono formate nel mesozoico e nel paleozoico, e sono composte in prevalenza da arenite rossa, argilla e calcare.
Il fiume è in buona parte navigabile con imbarcazioni medio piccole ed è utilizzato per il trasporto di passeggeri e merci dei vari villaggi disseminati lungo il suo corso. Dopo l'apertura delle frontiere laotiane avvenuta negli anni novanta, il Nam U è diventato una delle principali mete turistiche del paese, grazie alle bellezze naturali della valle in cui scorre. Il turismo è diventato una delle principali fonti di entrate per gli abitanti della zona.

## Corso
Secondo alcune fonti misura 448 km, secondo altre 390 km. Nasce ad un'altitudine di 1.263 m lungo la frontiera laotiana con la provincia cinese dello Yunnan, nel ban di Uan Touy-Gnai in provincia di Phongsali, in una delle aree più remote ed incontaminate del paese. Attraversa la provincia da nord a sud e diventa navigabile a partire dal villaggio di Hat Sa, situato ai piedi del rilievo su cui sorge il capoluogo provinciale Phongsali.
Proseguendo verso sud, il fiume incrocia la strada che collega il nord-ovest del paese con il nuovo posto di frontiera vietnamita di Tai Xang-Tay, chiamato in Laos Sop Hun, nel porto fluviale di Muang Khua. Nel villaggio si trova il primo ponte stradale del Nam U in direzione sud. Una volta entrato nella provincia di Luang Prabang, il fiume passa per il villaggio di Mueang Ngoi Neua, diventato una grande attrazione turistica per le bellezze naturali e la quiete in cui è immerso.
Nella stagione secca, quando i fondali del fiume sono bassi, la navigazione è possibile fino al porto di Nong Khiao, dove il secondo ed ultimo ponte collega la strada proveniente da Luang Prabang e Oudomxay con quella che proviene da Sam Neua, il capoluogo della provincia di Xiangkhoang, situata nel nord-est. Anche Nong Khiao è diventata una importante meta turistica. Nella stagione delle piogge è possibile arrivare in barca fino a Luang Prabang, situata pochi chilometri a sud dalla foce del Nam U. La confluenza con il Mekong avviene nei pressi del villaggio di Ban Pak U (lett.: villaggio alla foce dell'U) ad un'altitudine di 350 m. Sulla sponda del Mekong di fronte alla confluenza si trovano le grotte di Pak U, grandi caverne naturali che sono uno dei principali luoghi di pellegrinaggio religioso: dal XVI secolo, al loro interno si trovano oltre 5.000 statue di Buddha.

## Galleria d'immagini

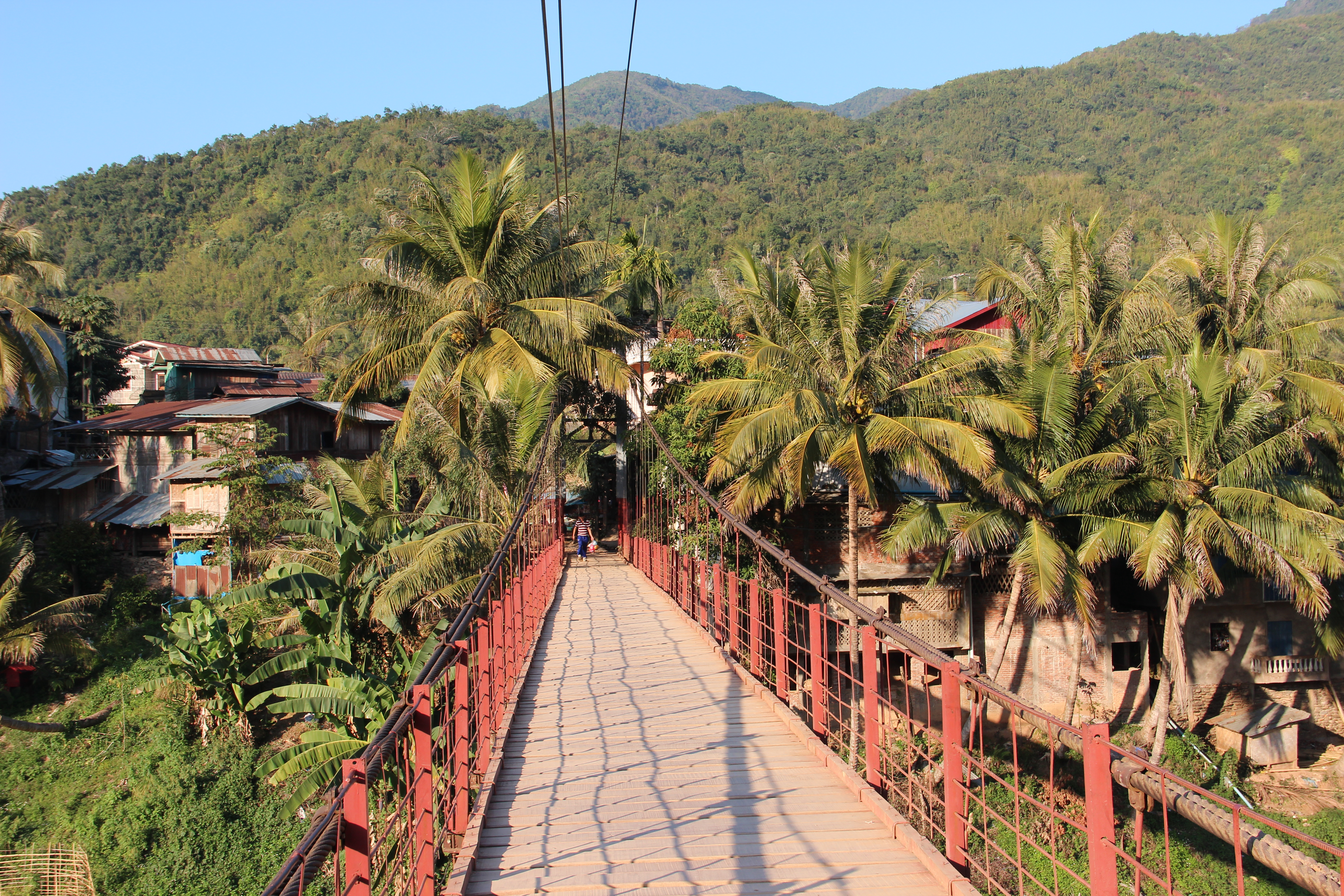
Il vecchio ponte sospeso di Muang Khua
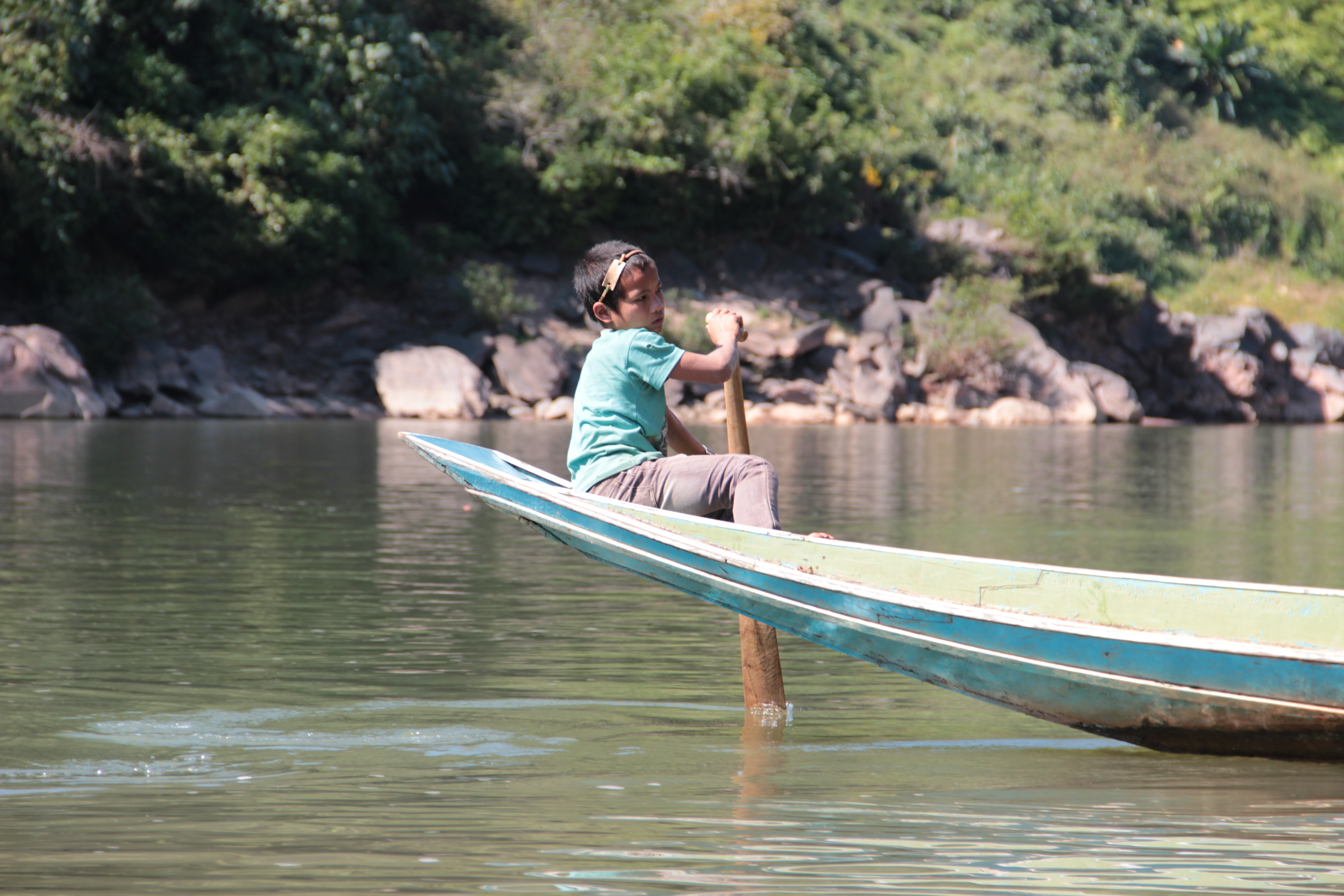
Bambino laotiano rema sul fiume
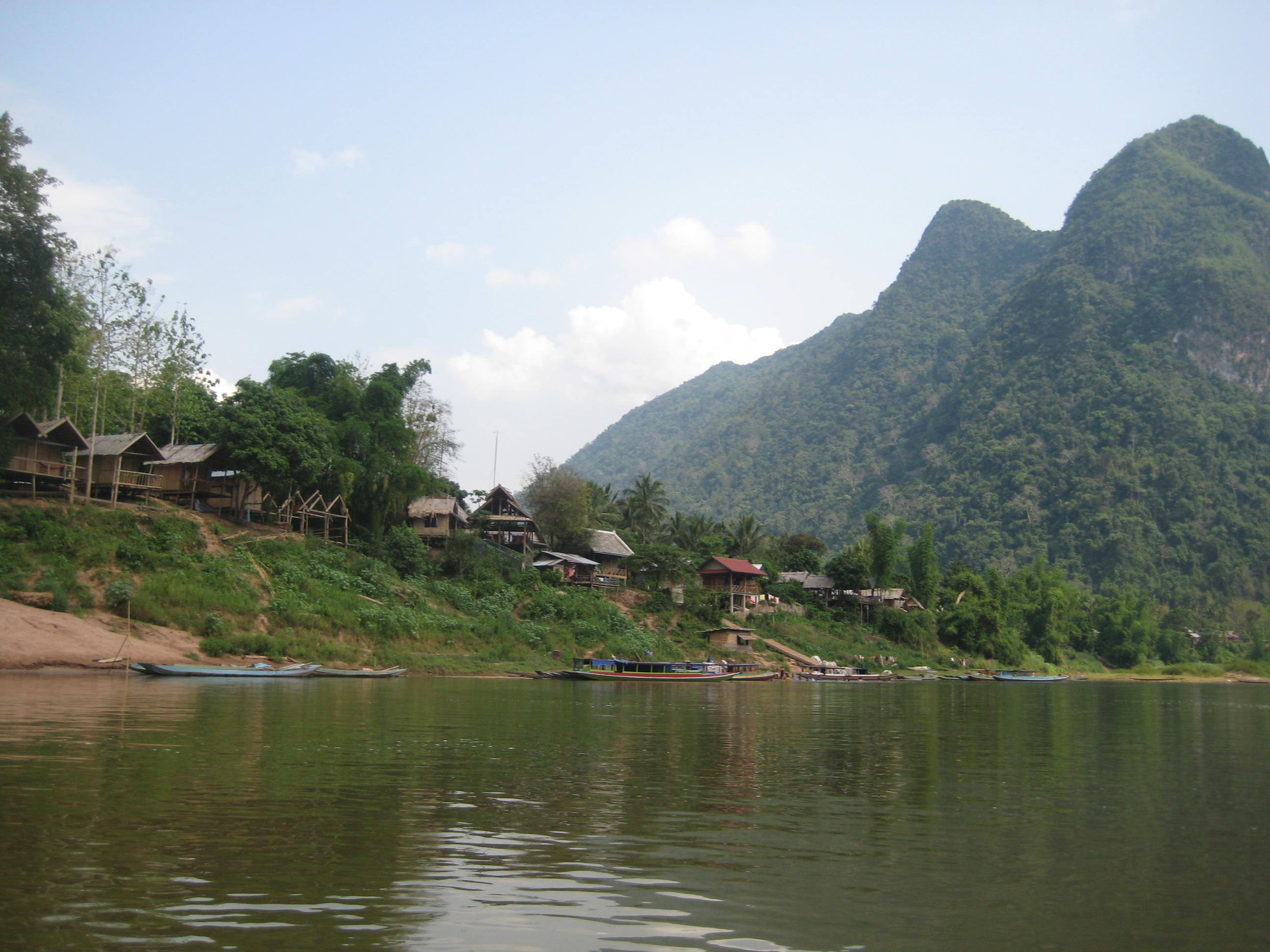
Mueang Ngoi Neua
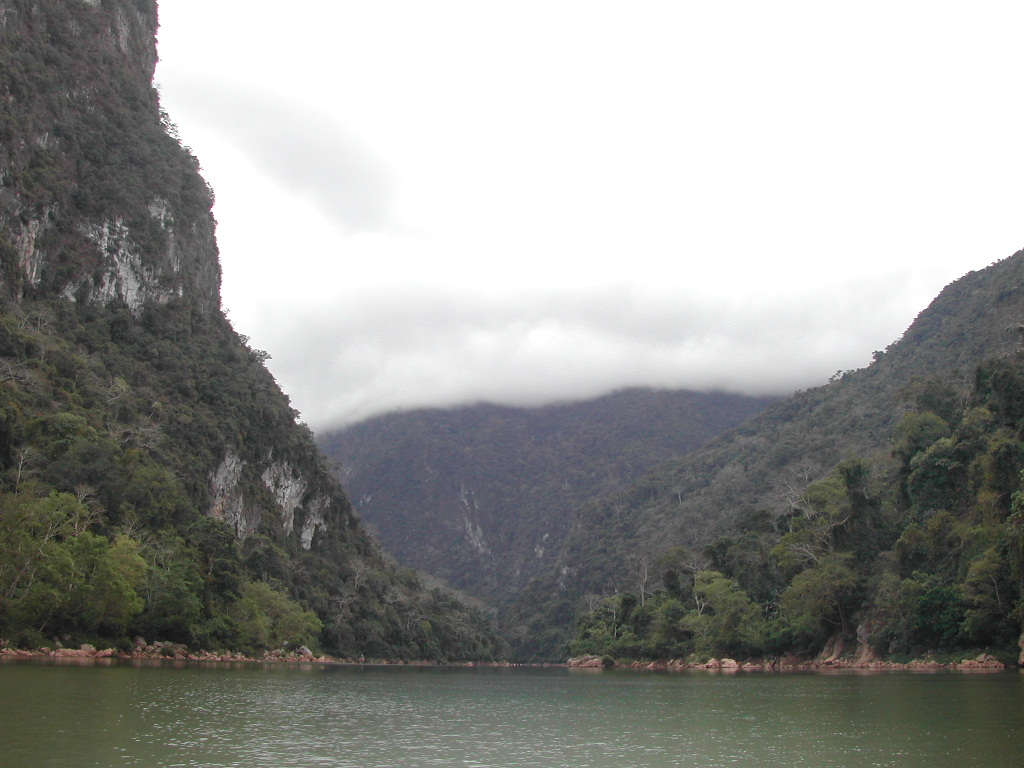
Panorama sul fiume
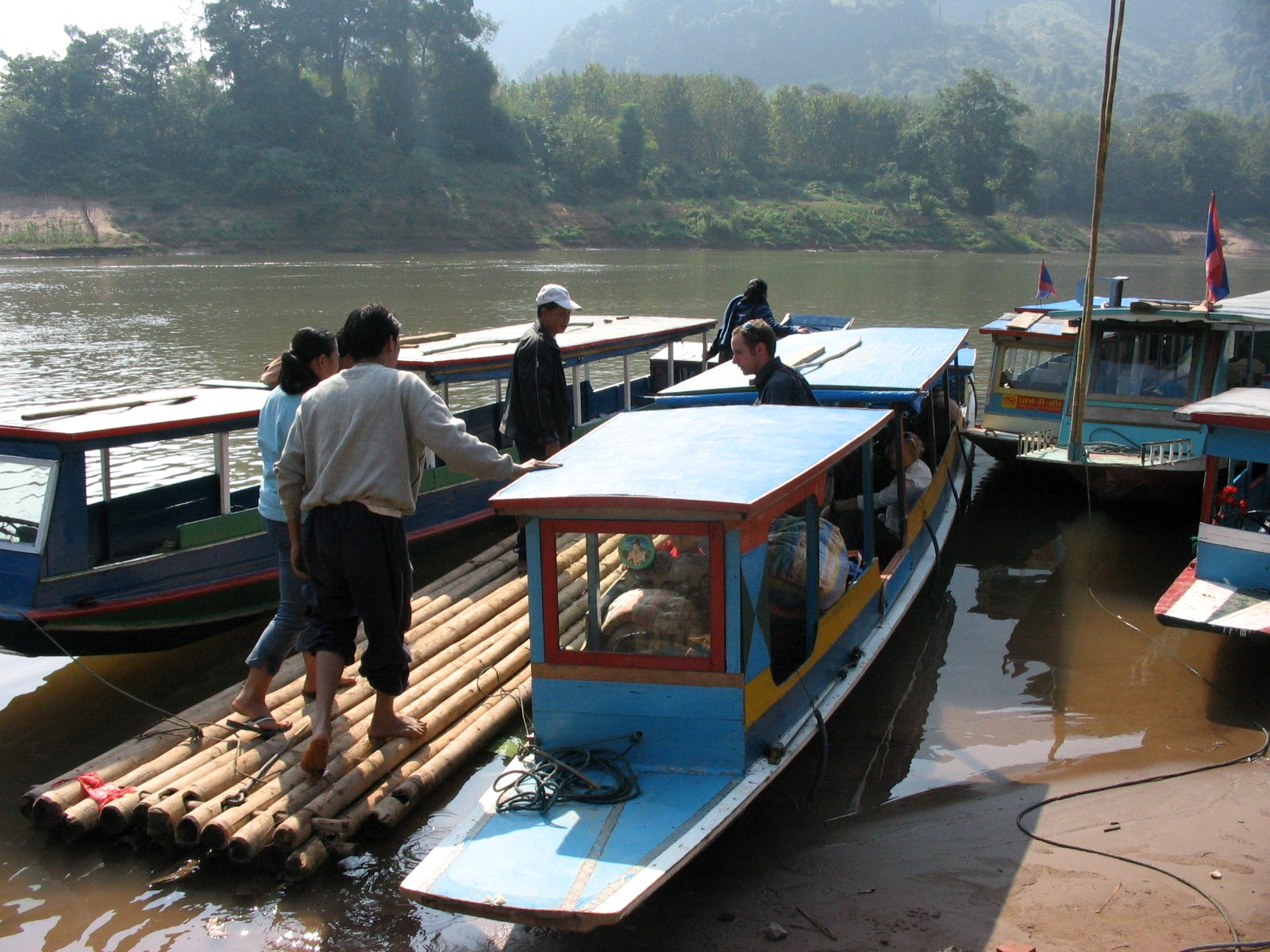
Le imbarcazioni utilizzate
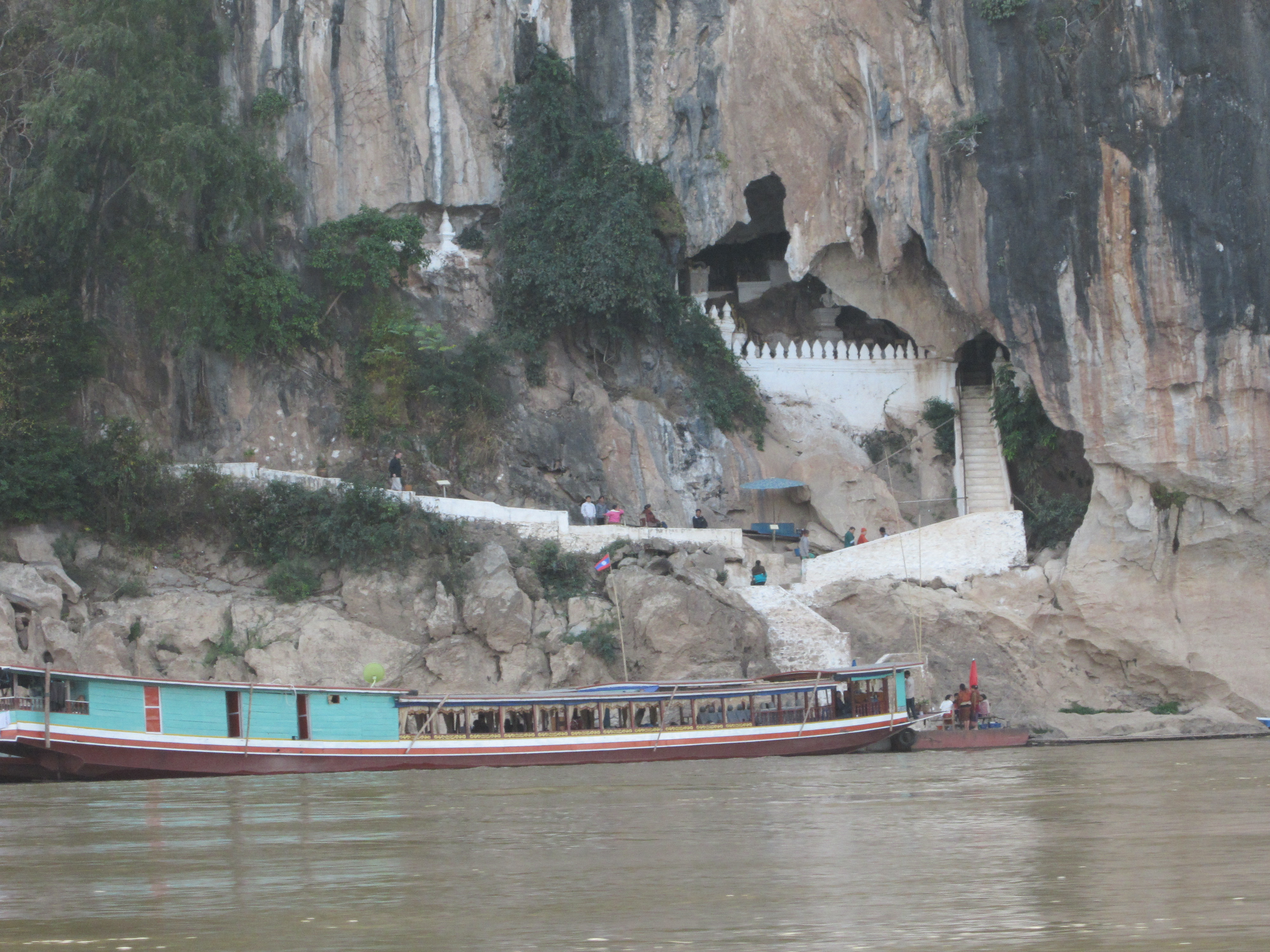
Le grotte di Pak U